# El Vilar (Sant Joan de les Abadesses)
El Vilar és un mas a mig camí dels nuclis de Sant Joan de les Abadesses i Ripoll inclòs a l'Inventari del Patrimoni Arquitectònic de Catalunya.

## Arquitectura
La masia està formada per tres edificis principals, tots enllaçats. Dos són destinats a habitatge i corrals a la planta baixa i consten de tres pisos amb els graners a l'últim pis. Els tres edificis són de planta rectangular on a l'extrem d'un s'obre una obertura en forma d'eixida. L'altre cos de dues plantes és destinat a estable i pallissa. Els teulats són tots a dues vessants. Les parts inferiors dels dos edificis més antics estan formades per unes voltes molt consistents. Dos dels edificis principals estan disposats perpendicularment al tercer, formant així una era de batre en forma de pati.

## Història
La masia és documentada ja al segle xiv, concretament a un capbreu de l'arxiu del monestir de Sant Joan de les Abadesses de l'any 1397. En aquest document la masia ve citada com a mas Vilario de la parròquia de Sant Joan i Pau. Al llarg de tots els segles posteriors al XIV i fins al XX, el mas Vilar es troba inscrit a quantitat de capbreus, fogatges, censos, etc., sempre amb el mateix nom. Al segle xviii, segons indica un gravat a la paret del mas, la casa fou engrandida o reformada. La data exacta és 1720.
A principis de segle XX s'hi construí una cabana de dues plantes.